# استیت فارم

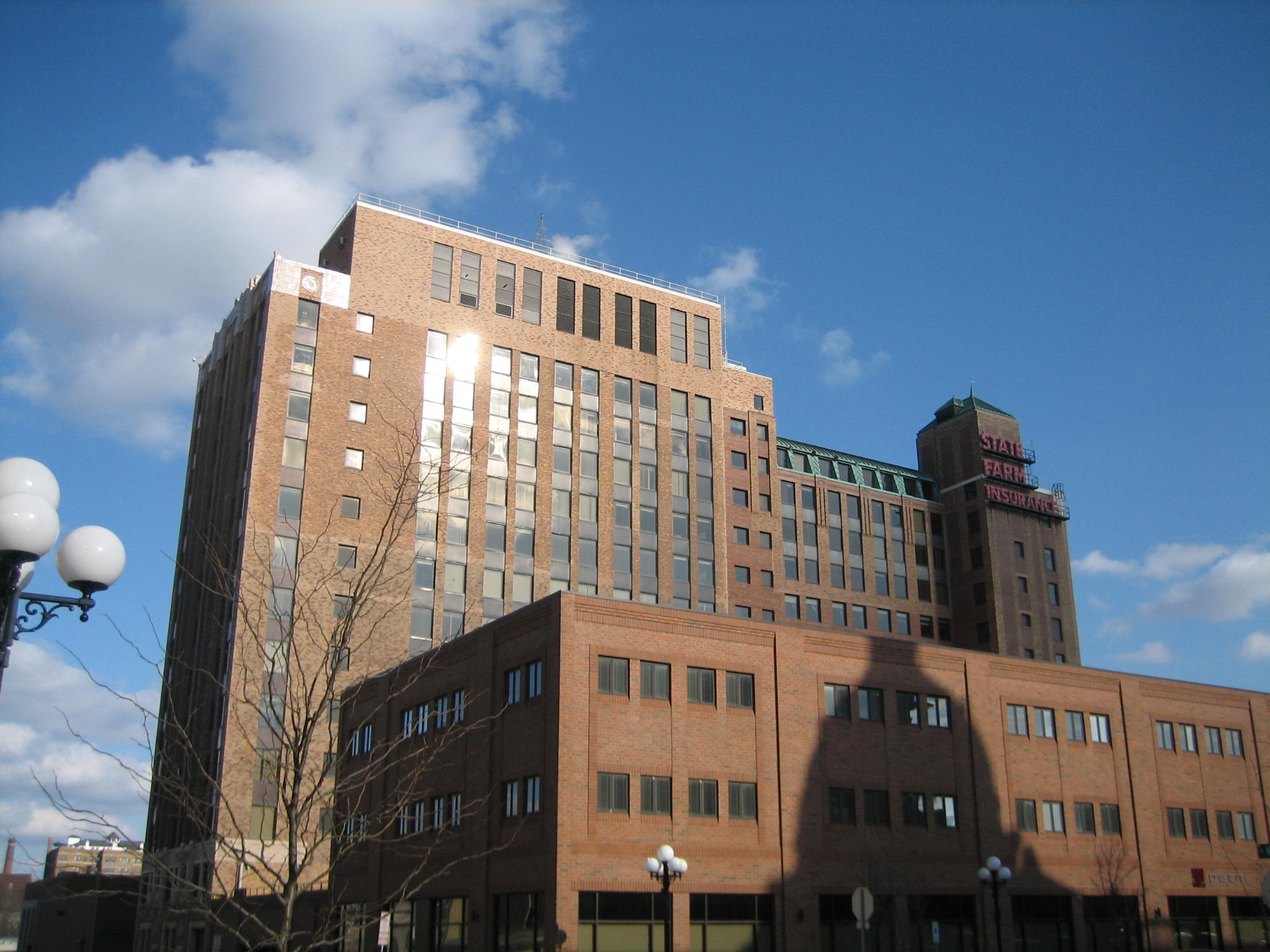
ساختمان مرکزی استیت فارم، در بلومینگتون، ایلینوی

استیت فارم (به انگلیسی: State Farm) شرکت خدمات مالی آمریکایی است، که در زمینه ارائه خدمات بیمه، بانکداری، سرمایه‌گذاری و مدیریت صندوق‌های سرمایه‌گذاری فعالیت می‌کند.
شرکت استیت فارم در سال ۱۹۲۲ توسط جورج میشرلی تأسیس شد. این شرکت در حال حاضر دارای ۱۷٫۷۰۰ دفتر نمایندگی، ۳۴۳ بنگاه بیمه و ۳۰ مرکز عملیاتی در سراسر ایالات متحده آمریکا و کانادا می‌باشد. در سال ۲۰۰۹ شمار مشترکین این شرکت بالغ بر ۷۷ میلیون نفر برآورد گردید، که بیش از ۴۰ میلیون مشتری به بخش بیمه‌های اتومبیل اختصاص داشت و ۲ میلیون نیز متعلق به بخش بانکداری بود.
دفتر مرکزی این شرکت در شهر بلومینگتون، ایلینوی، ایالات متحده آمریکا قرار دارد و بخشی از سهام آن در بازار بورس نیویورک معامله می‌شود. استیت فارم در سال ۲۰۱۳ در فهرست فرچون ۵۰۰ در رتبه ۴۴ از بزرگترین شرکت‌های ایالات متحده قرار گرفت.